# Eparchia sarneńska
Eparchia sarneńska (używana również nazwa Eparchia poleska i sarneńska)  – jedna z eparchii Ukraińskiego Kościoła Prawosławnego Patriarchatu Moskiewskiego, obejmująca rejony sarneński, bereźneński, włodzimierzecki, dąbrowicki, zarzeczneński, kostopolski, rokitnowski oraz miasto Warasz w obwodzie rówieńskim. Stolicą eparchii jest miasto Sarny. Funkcje katedry eparchialnej pełni sobór Opieki Matki Bożej w Sarnach.

Eparchia sarneńska na tle podziału administracyjnego UKP PM

Eparchia została wyodrębniona z terytorium eparchii rówieńskiej 30 marca 1999. W momencie jej powstania liczyła 176 parafii, do 2010 liczba ta wzrosła do 270. Parafie zgrupowane były w 8 dekanatach: bereźnieńskim, dąbrowickim, kostopolskim, kuźniecowskim, rokitnowskim, sarneńskim, włodzimierzeckim i zarzeczneńskim.

Na terenie eparchii działają następujące monastery:
- monaster Ikony Matki Bożej „Życiodajne Źródło” w Masewyczach, męski
- monaster Opieki Matki Bożej w Wełykich Cepcewyczach, męski
- monaster Opieki Matki Bożej w Chotyniu, męski
- monaster Wołyńskiej Ikony Matki Bożej w Sernykach, żeński
- monaster Iwerskiej Ikony Matki Bożej w Hłynnem, żeński
- monaster Narodzenia św. Jana Chrzciciela w Tutowiczach, żeński